# 莫尔塔涅河畔圣莫里斯
莫爾塔涅河畔圣莫里斯（法語：Saint-Maurice-sur-Mortagne，法語發音：[sɛ̃ moʁis syʁ mɔʁtaɲ] ⓘ）是法国大东部大区孚日省的一个市镇，属于埃皮纳勒区。

## 地理
莫尔塔涅河畔圣莫里斯（48°23'12"N, 6°35'1"E）面积6.78 平方千米，位于法国大東部大區孚日省，该省份为法国东北部内陆省份，北起默兹省和默尔特-摩泽尔省，西接上马恩省，南至上索恩省和贝尔福地区省，东临上莱茵省和下莱茵省。
与莫尔塔涅河畔圣莫里斯接壤的市镇（或旧市镇、城区）包括：克莱藏泰讷、丹维莱尔、阿尔当库尔、罗蒙、罗维尔欧谢讷、克萨费维莱尔。

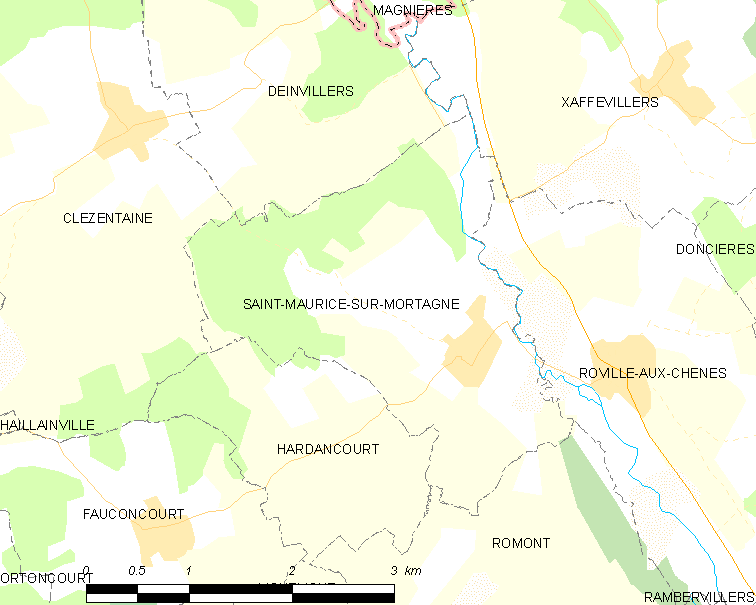
莫尔塔涅河畔圣莫里斯的OSM定位图

莫尔塔涅河畔圣莫里斯的时区为UTC+01:00、UTC+02:00（夏令时）。

## 行政
莫尔塔涅河畔圣莫里斯的邮政编码为88700，INSEE市镇编码为88425。

## 政治
莫尔塔涅河畔圣莫里斯所属的省级选区为沙尔姆县。

## 人口

1962-2008年间莫尔塔涅河畔圣莫里斯人口变化图示

莫尔塔涅河畔圣莫里斯于2022年1月1日时的人口数量为181人。